# Regel der Mittelzahlen
Die Regel der Mittelzahlen (französisch regle des nombres moyens) ist ein mathematischer Lehrsatz der elementaren Algebra und Zahlentheorie. Er formuliert zwei Ungleichungen, mit denen die so genannte Mediante zweier Brüche zu diesen in Beziehung gesetzt wird. Der Satz wird dem französischen Mathematiker Nicolas Chuquet zugerechnet, der ihn im Jahre 1484 veröffentlichte.

## Formulierung der Regel
Sind {\displaystyle a,b,x,y} reelle Zahlen mit {\displaystyle b,y>0} und {\displaystyle {\frac {a}{b}}<{\frac {x}{y}}}, so gelten die Ungleichungen
{\displaystyle {\frac {a}{b}}<{\frac {a+x}{b+y}}<{\frac {x}{y}}}.
Eine entsprechende Aussage gilt auch, wenn anstelle des Kleinerzeichens das Kleiner-gleich-Zeichen vorliegt.
Man nennt den mittleren Bruch der Ungleichungskette die Mediante der beiden Ausgangsbrüche {\displaystyle {\frac {a}{b}}} und {\displaystyle {\frac {x}{y}}}. Die Regel der Mittelzahlen besagt also, dass die Mediante zweier (verschiedener) Brüche immer zwischen diesen beiden Brüchen liegt. Dies erklärt, warum man die Mediante als Mittelwert ansieht. Aus historischen Gründen wird dieser Mittelwert auch Chuquet-Mittel genannt.

## Beispiel
Für {\displaystyle a=-2,b=3,x=-1,y=2}  erhält man
{\displaystyle {\frac {-2}{3}}<{\frac {(-2)+(-1)}{3+2}}<{\frac {-1}{2}}}.

## Geometrische Interpretation

Figur 1: Geometrische Veranschaulichung der Mediante

Die Regel der Mittelzahlen bzw. das Chuquet-Mittel lässt sich geometrisch interpretieren, indem man die Brüche als Steigungen von Strecken interpretiert: Die Steigung {\displaystyle {\frac {a+x}{b+y}}} der Strecke {\displaystyle AC} liegt stets zwischen der Steigung {\displaystyle {\frac {a}{b}}} der Strecke {\displaystyle AB} und der Steigung {\displaystyle {\frac {x}{y}}} der Strecke {\displaystyle BC} (Figur 1).